# L'eterno Adamo
L'eterno Adamo (L'Éternel Adam) è un racconto lungo di Jules Verne, di genere apocalittico, pubblicato postumo, nel 1910, nella raccolta Racconti del passato e dell'avvenire (Hier et demain). Redatto dall'autore durante gli ultimi anni della vita, fu in seguito notevolmente ampliato dal figlio Michel Verne. Narra, in maniera assai pessimistica, la morte della civiltà odierna e della nascita di una nuova.
Fu tradotto in italiano per la prima volta nel 1921, con la raccolta Racconti del passato e dell'avvenire.

## Trama
La storia comincia ambientata in un lontanissimo futuro, addirittura ventimila anni dopo la nostra epoca, in un continente chiamato la Terra dei Quattro Mari, abitato da una civiltà che ha raggiunto un livello scientifico e tecnologico simile a quello dell'Europa del XIX secolo, e che è l'unica terra emersa rimasta sul pianeta.
Durante degli scavi a Basidra, la grande capitale dell'Impero dei Quattro Mari che domina l'intero continente, uno scienziato, Sofr-Aï-Sr, trova, dentro un astuccio di alluminio, il diario di un membro di un gruppo di sopravvissuti a un misterioso cataclisma, avvenuto in un momento imprecisato del Terzo Millennio, e che ha fatto sprofondare tutte le terre emerse del pianeta, dopo che la nostra civiltà aveva raggiunto livelli altissimi di sviluppo tecnologico.
Dopo averlo decifrato, lo scienziato riesce a leggervi le vicende vissute dai protagonisti di quel diario, salvatisi a bordo dell'unica nave scampata alla gigantesca marea che ha sconvolto il mondo, e di come siano riusciti, dopo aver percorso invano tutto il globo solo per scoprire che tutti i continenti sono sprofondati, a toccare terra su un nuovo grande continente completamente deserto, emerso nell'Atlantico, che diverrà poi la stessa Terra dei Quattro Mari.
Dovendo lottare quotidianamente per la sopravvivenza in una terra ancora quasi priva di vita, essendo appena emersa dalle acque ed essendosi quasi completamente estinte flora e fauna del vecchio mondo, gli ultimi superstiti dell'umanità sono rapidamente regrediti nella più oscura preistoria.
Tutto il bagaglio di conoscenze scientifiche è stato velocemente dimenticato in una sola generazione e la storia dell'umanità è dovuta ricominciare da capo, lasciando come unica testimonianza della passata civiltà quel diario, sepolto dall'uomo che l'ha scritto nella speranza che un giorno i suoi discendenti possano decifrarlo.
Col passare di molti millenni, e la nascita e rapida evoluzione di nuove flora e fauna, i discendenti di questo gruppo di superstiti, uscendo dalla preistoria ma immemori del loro passato, hanno fondato la civiltà della Terra dei Quattro Mari, e lo scienziato di Basidra si renderà conto che la storia dell'umanità non è altro che il ciclico crescere ed improvviso scomparire di una serie di grandi civiltà, tutte distrutte da improvvise catastrofi, che condannano l'uomo appunto ad essere un "Eterno Adamo", che si ritrova a ricominciare ogni volta dal nulla, in un ciclo insensato e senza fine. E soprattutto si rende conto che probabilmente il medesimo destino attende la stessa civiltà a cui appartiene lo stesso Sofr-Aï-Sr, così ottimisticamente lanciata verso un futuro apparentemente promettente e glorioso.

## Temi trattati
L'autore ipotizza la possibilità che prima della nostra civiltà possano essere esistite altre civiltà tecnologiche altamente evolute, per esempio quella di Atlantide, che dopo aver raggiunto un quasi completo controllo sulla natura sono state distrutte da qualche improvviso cataclisma che ha costretto l'uomo a ritornare ogni volta alla preistoria, per riprendere faticosamente lo stesso cammino. Lo stesso destino potrebbe colpire anche la nostra civiltà, mettendo in forse l'ottimistica fiducia nel progresso illimitato dell'uomo, che dominava la società di quegli anni.